# Alfred Gotthold Meyer
Alfred Gotthold Meyer (* 1. März 1864 in Berlin; † 17. Dezember 1904 in Charlottenburg) war Professor für Geschichte des Kunstgewerbes an der Königlichen Technischen Hochschule Charlottenburg.

## Leben
Alfred Gotthold Meyer war der älteste Sohn des Kaufmanns Moritz Meyer und dessen Ehefrau Malvine Meyer, geb. Borchardt. Er besuchte in seiner Geburtsstadt Berlin das Königliche Wilhelms-Gymnasium und das Friedrichswerdersche Gymnasium, wo er 1883 das Reifezeugnis erhielt. Anschließend studierte er neuere Kunstgeschichte an der Königlich Technischen Hochschule zu Berlin und ab 1884 an der Königlichen Friedrich-Wilhelms-Universität, wo er zusätzlich Archäologie, Geschichte und Philosophie hörte. 1885 wechselte er an die Universität Leipzig, wo er das Studium abschloss. In Vorbereitung auf seine Promotion unternahm er Studienreisen nach Oberitalien und war 1886/1887 Assistent von Theodor Schreiber am Städtischen Museum und im Leipziger Kunstverein. 1889 legte er an der Philosophischen Fakultät der Universität Leipzig seine Dissertation Das venezianische Grabdenkmal der Frührenaissance vor und wurde zum Dr. phil. promoviert.
Meyer lehrte ab 1894 als Privat-Dozent, ab 1897 als Dozent und ab 1898 mit Prädikat Professor für Kunstgeschichte in der Abteilung I für Architektur der Königlichen Technischen Hochschule zu Berlin. Seine Lehrtätigkeit endete 1904 mit seinem Tod.
Erst postum erschien 1907 seine Monographie Eisenbauten. Ihre Geschichte und Ästhetik, von Wilhelm Freiherr von Tettau (1872–1929) vollendet, in der er die Auswirkungen materialgerechten Umgangs mit dem Baustoff Eisen auf die Stilbildung untersuchte.

## Werke
- Szent Simon ezüstkoporsója Zárában. Magyar Tudományos Akadémia, Budapest 1894 (Repository of the Hungarian Academy of Sciences).
- Reinhold Begas. Velhagen & Klasing, Bielefeld/Leipzig 1897, urn:nbn:de:hbz:6:1-145208 (Vermehrte Auflage 1901).
- Die Certosa bei Pavia. Spemann, Berlin/Stuttgart 1900.
- Donatello. Velhagen & Klasing, Bielefeld 1903, urn:nbn:de:hbz:6:1-167373.
- Gesammelte Reden und Aufsätze. Berlin 1905.
- Eisenbauten. Ihre Geschichte und Ästhetik. Neff, Esslingen 1907 (Digitalisat).